# NGC 5915
NGC 5915 este o galaxie spirală situată în constelația Balanța. A fost descoperită în 5 iunie 1836 de către John Herschel. Se află la o distanță de 33,98 de megaparseci de Pământ.